# 高島淳
高島 淳（たかしま じゅん、1955年1月 - ）は、日本の宗教学者。専門は、宗教史学、インド仏教学。東洋大学大学院文学研究科インド哲学仏教学専攻非常勤講師、東京外国語大学名誉教授。

## 経歴
1955年生まれ。東京大学教養学部教養学科で学び、1977年に卒業した。東京大学大学院人文科学研究科に進学し、1980年に宗教学宗教史学専修修士課程を修了。1988年、博士課程を単位取得後退学。
その後は日本学術振興会特別研究員に採用され、その後愛知県立大学文学部助教授に着いた。東京外国語大学アジア・アフリカ言語文化研究所助教授となり、後に同教授昇格。2020年に東京外国語大を定年退職し、名誉教授となった。

## 著作
共編著
- 『From material to deity - Indian rituals of consecration』永ノ尾信悟と共著、インド・マノハール 2005
- 『東南アジアのインド古典語碑文選：チャム文字、モン・ビルマ文字編』高島淳・澤田英夫、東京外国語大学アジア・アフリカ言語文化研究所 2006
- 『『バーマティー』の文献学的研究』島岩著・森雅秀と共編、東京外国語大学アジア・アフリカ言語文化研究所 2012

訳書
- 『ヨーガとヒンドゥー神秘主義』シュレンドラ・ダスグプタ（英語版）著、せりか書房 1979
  - 増補版 1991年

共訳書
- 『記号の横断』ジュリア・クリステヴァ編著、中沢新一らとの共訳、せりか書房 1987

論文
- INBUDS>高島淳

### 科研費
- 『東南アジア研究のための多言語文書処理システムの開発』東京外語大学、2005
- 『ネパール写本の画像データベースの構築』東京外語大学、1998
- 『画像データとテキストデータを連結させた写本データベースの構築』東京外語大学、1996
- 『ヒンドウー教シヴア派聖典写本のデータベース化』東京外語大学、1993